# Séquia Comuna de Gandia
La Séquia Comuna de Gandia és una canalització de reg que s'alimenta amb aigües del riu Serpis, aportades mitjançant la Séquia Reial d'Alcoi fins al partidor de la Casa Fosca, i des d'allà per la Séquia Comuna de Gandia i Oliva fins al partidor de la Casa Clara, que és on es reparteix entre les séquies comunes de Gandia i d'Oliva.
A partir del seu origen a Potries, la Séquia Comuna de Gandia rega terres als municipis valencians d'Almoines, Bellreguart, Beniarjó, Beniflà, Daimús, Gandia, Guardamar i Miramar.
La distribució de les aigües es realitza mitjançant una xarxa de séquies que alhora generen fils que permeten la seva distribució per al seu ús, generalment en el reg de camps, si bé històricament també per moure molins hidràulics i la fàbrica sedera Lombard a Almoines. Les séquies principals del sistema són la Séquia de Bellreguard, Séquia de l'Arbre, Séquia de Daimús i Séquia de Benieto.

## Recorregut

### Potries
La séquia comença el seu recorregut al Partidor de la Casa Clara, al nord-oest del municipi. Flueix pel nord del municipi, al costat del Camí de la Catorzena, derivant el Fil de la Catorzena i el Fil de l'Escala. Aquest darrer s'origina ja a la divisòria amb el terme de Beniflà.

### Beniflà
La séquia entra al municipi pel sud. Dona origen al Fil de l'Alquibla. Arriba al safareig del poble i al Molí de Beniflà. La població de Beniflà té dos molins. El primer a què arriben les aigües de la séquia és el Molí Nou o d'Avargues; el Molí de Beniflà està a 600 metres seguint les aigües. Tots dos molins van deixar de funcionar.
Beniarjó
En aquest municipi, el següent que travessa la Séquia Comuna de Gandia, el recorregut és subterrani al tram urbà, que passa per l'avinguda de la Conca de la Safor i els carrers Dr. Rico i Sant Marc, fins a arribar al Molí de Tola. És en aquest tram on s'assentaven el motor i el safareig del poble, on es van separant els fils dels Hortets, del Portal, de l'Era, del Barat, de la Marjal, de Pardines i de Galca. A partir del Molí de Tola (també anomenat de Morant o de Pardines) la séquia flueix mig quilòmetre cap al nord-est, seguint la carretera CV-680, cap al terme d'Almoines.

### Almoines
Al límit entre els municipis de Beniarjó (partida de Pardines) i Almoines (partides de l'Antigor i l'Antigoreta), es troba el Molí Peiró. En aquest punt se separen de la Séquia Comuna la Séquia de Bellreguard i dos fils: el Fil de l'Antigor i el Fil de l'Antigoreta.
El canal principal segueix l'antiga carretera CV-680 (CV-6803), que travessa la població per l'avinguda de Sant Antoni, on hi havia el safareig del poble. A la intersecció d'aquesta avinguda amb el carrer de la Diputació se separen les séquia de l'Arbre i Séquia de Daimús. La llera principal de la Séquia Comuna de Gandia segueix per la CV-680, irrigant algunes terres a la partida del Rafaelet mitjançant el Fil del Rafaelet, i repartint els seus recursos a la Casa Nova, situada al nord del terme d'Almoines i ja prop del de Gandia, entre la Séquia de Benieto i el Fil de la Tira.

## Distribució de les aigües

### Séquies

#### Séquia de Bellreguard
El sistema de regadiu d'aquesta séquia cobreix la part meridional dels municipis d'Almoines i Bellreguard, així com la septentrional de Miramar. Té una longitud aproximada de 5,7 quilòmetres i una orientació en general cap al nord-est.
La séquia comença al Molí Peiró, al sud del nucli d'Almoines, a prop de la CV-680 i l'AP-7. Discorre a tocar de la carretera CV-681, arribant al terme municipal de Bellreguard. Un cop arribada al nucli urbà de la població, el recorregut és subterrani passant pel camí d'Almoines i els carrers de Sant Antoni, Major i de la Vela. A l'inici del Camí de la Vela, les seves aigües tornen a ser superficials, amb el nom de Fil del Poble.
El Fil del Poble neix al costat del Camí de la Vela, al sud-est del nucli de Bellreguard. Seguint rumb al nord-est, irriga terres properes al barranc de Sotaia al llarg de gairebé un quilòmetre i mig. Passa al terme de Miramar a l'alçada de la rotonda de la carretera CV-670, punt en què les aigües segueixen el traçat de la CV-673, irrigant durant un quilòmetre les partides del Racó de les Tancades i la Dula. Arriba al Camí del Pont del Xato, prenent direcció sud-est i acabant a 650 metres al Riuet, al costat de la platja de Miramar.

#### Séquia de l'Arbre
El sistema de regs d'aquesta séquia cobreix la part nord-oriental del municipi d'Almoines i la septentrional de Bellreguard. El recorregut de la llera principal és d'aproximadament 1,7 quilòmetres.
S'inicia dins el nucli d'Almoines, a la Travessia del Riu. Recorre subterràniament uns 200 metres en direcció sud-est, aflorant als voltants del carrer Joan Fuster. A partir d'aquí pren direcció nord-est, creuant la CV-680, arribant al Camí de la Séquia de l'Arbre i derivant-se dos fils: el Fil de les Barraques i el Fil del Velló.
Seguint el camí del seu nom, la séquia irriga el nord-est del terme d'Almoines durant un altre mig quilòmetre, fins a entrar al de Bellreguard. El Fil de la Coloma i el de Sant Antoni se separen en aquest terme. El recorregut de la Séquia de l'Arbre pel terme de Bellreguard és d'1,2 quilòmetres, durant els quals passa per zones de població i industrials, travessa la carretera N-332, i finalment reparteix les aigües entre la Séquia de Guardamar i el Fil de la Torre prop del traçat de l'antic ferrocarril Dénia-Carcaixent.

#### Séquia de Daimús
Aquest sistema de regadiu recorre uns cinc quilòmetres pels municipis d'Almoines, Gandia i Daimús. S'inicia dins el nucli d'Almoines, a la Travessia del Riu. El canal principal recorre la part septentrional del municipi d'Almoines pel camí de Gandia i la carretera CV-680 al llarg de mig quilòmetre, fins a connectar amb el camí de la Séquia de Daimús. Aquí les aigües prossegueixen per la sendera dreta del camí amb rumb nord-est, i al cap d'un quilòmetre travessen la N-332 mitjançant un sifó. Durant mig quilòmetre, el canal beneficia les partides gandianes de Benieto i El Rajolar, que a inicis del segle xxi són d'ús predominantment industrial i urbà.
A la part final, la séquia recorre camps de Gandia i Daimús durant un quilòmetre, creuant el camí de la Torre i repartint-se les seves aigües entre el Braçal del Poble i el Braçal del Montagut.

#### Séquia de Benieto
Aquesta séquia també es coneix com Séquia de Rafalcaid. El conjunt del seu sistema de reg es desenvolupa pel sector oriental del municipi de Gandia, recorrent les seves partides de Benet dels Cristians, Benieto dels Moros, el Rajolar, el Sancho Llop i Rafalcaid. El recorregut és d'uns quatre quilòmetres.
El recorregut de la séquia comença a la Casa Nova, al municipi d'Almoines, a prop del límit amb Gandia. Parteix cap al nord-est, circulant pels voltants de les carreteres CV-680 i la N-332 al llarg d'un quilòmetre fins al Camí del Molí de Vent. En aquest tram es generaven cinc fils desapareguts: Fil de la Tira, Fil de la Romana, Fil de la Fileta, Fil de Romàn i Fil de l'Hort.
La séquia continua per la CV-671, passa subterràniament el polígon industrial de Benieto. La construït aquest polígon el 2004 va suposar que altres sèries de fils (Fil de l'Argamasa, Fil de l'Ullet, Fil de Perera, Fil de la Pomera i Fil del Molí) deixessin d'estar en ús. No obstant això, quatre fils més que sí que estan en ús també sorgeixen en aquesta zona: el Fil del Rajolar, els dos Fils de Sancho Llop i el Fil de l'Ull.
Novament en superfície, les aigües es dirigeixen cap al nord-est seguint la carretera CV-671 un quilòmetre més, fins apropar-se al conjunt del Motor, Balsa i Safareig de Frasquet. El canal principal de Rafalcaid segueix amb rumb nord-est fins a regar l'Hort del Comte de Faura i abocar els seus sobrants al Serpis. Des de la finca de Frasquet, la Séquia de Rafalcaid segueix amb direcció nord-est, passa la CV-670 i el camí de Carrasqueña i rega la partida del seu nom durant mig quilòmetre, abans d'abocar les seves aigües sobrants a la partida dels Mollons, a Daimús.

### Fils

#### Fils de la pròpia Séquia Comuna de Gandia
Fil de la Catorzena. Rega la partida de la Catorzena, en els termes de Potríes i Beniflá. durant uns 650 metres, després dels quals aboca els seus sobrants al riu Serpis.
Fil de l'Escala. Discorre en paral·lel a la Séquia Comuna, pel sud del municipi de Beniflá, amb un recorregut d'una mica més de mig quilòmetre.
Fil de l'Alquibla. Neix en territori de Beniflà, irriga el terme de Beniarjó i es desenvolupa per les rodalies del camí Reial de Xàtiva mitjançant dos canals. Un es desenvolupa cap a l'oest, pel sud-oest de Beniarjó, recorrent uns 650 metres i abocant les seves aigües excedentàries al Serpis. L'altre va cap a l'est, irriga la part oriental de Beniarjó durant 800 metres i desaigua a les proximitats camí del cementiri.
Fil dels Hortets. Situat a la part sud-oriental del municipi de Beniarjó, rega la partida homònima. Parteix del carrer Doctor Rico, al nucli urbà, i es dirigeix cap al nord-oest durant uns 800 metres. Aquest fil també desaigua els seus sobrants a les proximitats camí del cementiri, al costat del terme de Rafelcofer.
Fil del Portal. Aquest fil s'inicia el carrer Dr. Rico al nucli urbà de Beniarjó. Recorre la partida del seu nom en adreça nord-est, amb una longitud de 700 metres. Aboca els seus sobrants al barranc de Sotaia (el Barranquet), que marca el límit municipal amb Rafelcofer.
Fil de l'Era. S'inicia a l'avinguda de la Conca de la Safor, al nucli de Beniarjó. Recorre la partida del seu nom en adreça nord-est, amb una longitud d'un quilòmetre. Desagua els seus sobrants al barranc de Sotaia a prop de l'autopista AP-7.
Fil del Barat. Com l'anterior, aquest fil també s'inicia a l'avinguda de la Conca de la Safor, es desenvolupa cap al nord-est llarg de 700 metres. Irriga la part nord de la partida de l'Era, acabant al Fil de l'Era prop de l'AP-7.
Fil de la Marjal. Comença a les proximitats del Molí de Tola i flueix en direcció nord-està durant més d'un quilòmetre, avenant les terres de la partida del seu nom. Aboca els seus sobrants al barranc de Sotaia passada l'AP-7.
Fil de Pardines. Rega la partida homònima, la més septentrional del municipi de Beniarjó. S'inicia a prop del Molí de Tola i forma dos canals. Un va en direcció nord-est pel camí de Pardines, amb un recorregut poc més gran d'un quilòmetre que acaba al barranc de Sotaia, a prop d'on ho fa el Fil de la Marjal. L'altre canal es dirigeix cap al nord-oest, durant poc més de mig quilòmetre, abocant els seus sobrants el riu Serpis.
Fil de Galca. Es troba a la part nord-occidental més propera al nucli de Beniarjó. Parteix de la zona de la Palanca cap a la partit de la Galca, regant uns 600 metres. Les seves aigües excedents van al Serpis.
Fil de l'Antigor. Neix al Molí Peiró i es dirigeix cap al nord al llarg d'uns 600 metres, irrigant la partida del seu nom, al municipi de Beniarjó. Desagua els seus sobrants al Serpis.
Fil de l'Antigoreta. Rega la partida del seu nom, al sector més occidental del municipi d'Almoines. Neix al Molí Peiró i es dirigeix cap al nord-oest uns 500 metres, girant a continuació cap a l'oest, seguint el camí de l'Antigoreta. Desagua els seus sobrants al Serpis.
Fil de Rafalet. S'origina a la partida homònima, situada al nord-oest del municipi d'Almoines. Després d'un recorregut d'uns 800 metres en direcció nord, aboca les seves aigües al Serpis.

#### Fils de la Séquia de Bellreguard
Aquesta séquia només dona origen a un fil, el Fil del Poble, que és una continuació de la pròpia séquia.

#### Fils de la Séquia de l'Arbre
Fil de les Barraques. S'inicia al sector nord-est de la localitat d'Almoines, al costat de la sendera esquerra del Camí de la Séquia de l'Arbre. Travessa dues vegades la CV-680 mitjançant sifons i pren direcció nord-est cap a les Barraques, la partida que li dona nom i que irriga mitjançant tres canals fins al límit municipal amb Bellreguard.
Fil del Velló. També s'inicia al sector nord-est d'Almoines, al costat del camí de la Séquia de l'Arbre, però en aquest cas a la sendera dreta. Passa per les proximitats de l'Alqueria del Trinquet, segueix cap al sud-est i després recorre mig quilòmetre per les partides de la Sorella i Sant Antoni. Quan arriba al Camí de Sant Antoni agafa direcció nord-est i recorre en subterrani mig quilòmetre, travessant el Camí Vell de Bellreguard i N-332, per arribar a la partida del Velló, a Bellreguart. A partir d'aquí rega un altre mig quilòmetre regant parcel·les citrícoles seguint els camins del Franco, del Cèntim i de Culot.
Fil de Sant Antoni. Sorgeix a la part nord-occidental del municipi de Bellreguart, prop del límit amb Almoines. Porta rumb sud-est pels voltants del Motor de Sant Antoni, recorre mig quilòmetre per la partida de tal nom, i desaigua els seus sobrants a les rodalies del Fil del Velló.
Fil de la Coloma. Sorgeix a la part nord-occidental del terme de Bellreguard, al costat del Fil de Sant Antoni. partint en direcció nord-est, recorre 1,2 quilòmetres en paral·lel a la Séquia de l'Arbre, arribant al Partidor de la Séquia de Guardamar. El canal es dirigeix cap al sud-est, creua l'antiga via fèrria de Dénia a Carcagente mitjançant un sifó i recorre la partida de la Botixa fins a arribar al Camí del Cèntim. A continuació les aigües flueixen cap al nord-est, recorrent la partida de La Coloma durant mig quilòmetre i arribant al Camí de Piles, on s'esqueixa el Fil del Baró. Per la seva banda, el de la Coloma segueix durant un altre mig quilòmetre, arribant al Camí Fons i al Camí de la Font de la Petunya, on desaigua els seus excedents.
Fil del Baró. S'inicia a les proximitats de la Casa de la Coloma, que dona nom a aquesta partida del terme de Bellreguard al costat del Camí de Piles. S'estén uns 600 metres cap al nord-est, perdent els seus sobrants als voltants del Camí de l'Alquerieta.
Séquia de Guardamar. S'origina a la part nord del municipi de Bellreguard, al costat del traçat de l'antic ferrocarril Dénia-Carcagent. Va en direcció nord-est, salva el ferrocarril mitjançant un sifó i continua uns 750 metres per la partida de la Torre, al municipi de Gandia. En aquest municipi travessa el camí de Piles i arriba a les rodalies de la Torre dels Pares i continua amb rumb est cap a Guardamar, apropant-se al seu nucli urbà des de la CV-670. Travessa el nucli urbà subterràniament, pel carrer del Molí fins a tornar a la superfície al Camí de la Mar. Segueix aquest camí per irrigar les partides de l'Assegador i el Bovetar durant aproximadament un quilòmetre, després d'això desguàs al Barranc de l'Assegador (també anomenat Escorredor de l'Assagador) al costat de la platja de Guardamar. En el seu tram final feia ús de diversos sifons i s'aprofitava mitjançant sínies (sènies), aquestes últimes desaparegudes i que regaven petites hortes.
Fil de la Torre. S'inicià a la part septentrional del municipi de Bellreguard al costat de la Séquia de Guardamar. Pren direcció nord-est. Creua l'antiga via fèrria mitjançant un sifó i dona lloc al Fil de la Vela. La llera segueix en paral·lel a la Séquia de Guardamar per terrenys de Gandia, concretament per la partida de la Torre, que irriga per 750 metres, endinsant-se a la finca de la Torre dels Pares. Irriga en aquesta partida 200 metres més i desaigua al Barranc de l'Assegador.
Fil de la Vela. Parteix de la zona nord del municipi de Bellreguard, a la cruïlla del Camí de Culot amb l'antiga via fèrria de Dénia a Carcagente. Va amb rumb nord pels voltants del camí, irrigant la partida de la Vela -al municipi de Gandia- durant mig quilòmetre i abocant els seus sobrants al Barranc de l'Assegador.

#### Fils de la Séquia de Daimús
Braçal del Poble. S'origina a la partida homònima, una de les més occidentals del municipi de Daimús. Marxa amb rumb nord-est per aquesta partida citrícola que irriga durant uns 800 metres, i després penetra al nucli urbà de Daimús. Aquest recorre en un traçat subterrani d'uns 350 metres pels carrers de la Constitució i de l'Assegador, confluint amb el Braçal del Montagut per formar el Fil Comú. El Braçal del Poble alimentava antany el safareig (Llavador del Poble), que es trobava a la cruïlla del Carrer del Llavador i el Camí de la Mar.
Braçal del Montagut. També s'origina a la partida del Braçal del Poble. Marxa amb rumb aquest irrigant la partida d'EL Montagut durant un quilòmetre, després passa el Camí de la Creu i la CV-670 per penetrar al nucli urbà de Daimuz. En un traçat subterrani d´uns 350 metres passa per la CV-670 i els carrers del Nou d´Octubre i de les Escoles. En confluir amb el Braçal del Poble, forma el Fil Comú.
Fil Comú. Sorgeix a les proximitats del Camí dels Racons, a la part sud-oriental del nucli de Daimús. Rega durant una mica més de mig quilòmetre la partida citrícola dels Racons i aboca els seus sobrants a l'Assegador.

#### Fils de la Séquia de Benieto
La majoria dels fils històrics de la Séquia de Benieto han desaparegut o han deixat de ser operatius per la creixent urbanització de l'àrea. Les descripcions dels traçats són anteriors a la construcció de la N-337, que va entrar en servei el 2019. Els fils que se citen a continuació són els que estaven actius a inicis del segle XXI.
Fil del Rajolar. Està ubicat a la part oriental del municipi de Gandia, a la partida del seu mateix nom. S'origina prop de la carretera N-332 i es desenvolupa cap al sud-est, recorrent la partida durant 550 metres.
Fil Primer de Sancho Llop. Es troba a la partida del Sancho Llop, que és a la part oriental del municipi de Gandia. S'inicia a les proximitats del Camí del Molí de Vent. Transita per les proximitats de les carreteres CV-680 i CV-681 al llarg de 650 metres, arribant a la partida del Sancho Llop, on discorre cap al sud-est durant 575 metres. Vessa els seus sobrants a la Séquia de Daimús.
Fil Segon de Sancho Llop. També beneficia la partida del Sancho Llop. Recorre la CV-671 fins a arribar al Camí de Sancho Llop, on pren rumb al sud-est durant 575 metres, fins abocar els seus sobrants a la Séquia de Daimús.
Fil de l'Ull. Es troba a la part oriental del municipi de Gandia, a les proximitats del Camí de Sancho Llop. Circula subterràniament seguint la CV-671 durant 400 metres, fins a assolir el camí de la Torre. Les seves aigües flueixen en superfície al costat d'aquest camí durant 300 metres, i per això es prolonguen en direcció est durant uns 500 metres per les proximitats de la Casa de Nicolau. Arriba a la Senda de Daimús, límit amb aquest municipi, i la segueix per 350 metres fins a desguassar al Braçal del Poble.